# Giurgeni
Giurgeni is een Roemeense gemeente in het district Ialomița.
Giurgeni telt 1541 inwoners.